# Овечкин, Сергей Анатольевич
Сергей Анатольевич Овечкин (30 сентября 1958, Нижний Тагил, Свердловская область — 31 января 2019) — советский российский шашист, тренер по шашкам.
Победитель чемпионата СССР по русским шашкам (1985), неоднократный чемпион России. Участник 7 чемпионатов СССР. Преподавал в Щёлково (Спортивная школа ). За 30 лет подготовил 14 чемпионов мира, 2 международных гроссмейстеров, 12 мастеров спорта и более 40 кандидатов в мастера спорта.
В ноябре 1979 года был принят в детско-юношескую школу олимпийского резерва Нижнего Тагила тренером по шашкам. Под его руководством команда школы № 87 становилась победителем первенства России на призы клуба «Чудо-шашки» в 1982-83 годах, а в первенстве СССР занимала 2 и 3 место. С февраля 1987 года по 1993 год работал в Набережных Челнах в шахматно-шашечном клубе «КАМАЗ», где тренировал будущую чемпионку мира Тамару Тансыккужину. С 1994 года работал в Орле. Под его руководством неоднократными чемпионами России, Европы и мира среди юношей и девушек становились Алексюк Ю., Лукс Н., Егоров В. Победителями первенств России 2004, 2005 гг. стали Мартынов Д. и Аникушин А. В 2001 году команда Орла заняла 1 место в командном чемпионате РФ.
Среди учеников: Конева Наталья (чемпионка 1986 году СССР среди девушек, 5 место среди женщин в 1987 году), Т. Серёгина, Валерия Денисова и Ольга Летягова (неоднократные победительницы первенств РФ, Европы и мира среди девушек).